# Municipio de Sugarloaf (condado de Columbia)
El municipio de Sugarloaf (en inglés: Sugarloaf Township) es un municipio ubicado en el condado de Columbia en el estado estadounidense de Pensilvania. En el año 2000 tenía una población de 885 habitantes y una densidad poblacional de 13,2 personas por km².

## Geografía
El municipio de Sugarloaf se encuentra ubicado en las coordenadas 41°17′30″N 76°22′59″O / 41.29167, -76.38306.

## Demografía
Según la Oficina del Censo en 2000 los ingresos medios por hogar en la localidad eran de $35 521 y los ingresos medios por familia eran de $41 250. Los hombres tenían unos ingresos medios de $29 615 frente a los $20 924 para las mujeres. La renta per cápita de la localidad era de $17 444. Alrededor del 5,5% de la población estaba por debajo del umbral de pobreza.